# Gimnastică la Jocurile Olimpice de vară din 1896 - Paralele (masculin)
Proba masculină de gimnastică paralele de la Jocurile Olimpice de vară din 1896 a avut loc pe 10 aprilie 1896. Au concurat 18 sportivi din șase națiuni. Alfred Flatow a câștigat medalia de aur, iar Louis Zutter argintul.

## Context
Aceasta a fost prima apariție a probei, care este una dintre cele cinci probe pe aparate care au avut loc de fiecare dată când au existat probe pe aparate la Jocurile Olimpice de vară (nu au fost organizate probe pe aparate în 1900, 1908, 1912 sau 1920). Concurenții au fost: 10 germani și 8 alți gimnaști din cinci țări.

## Formatul competiției
Arbitrii au acordau premiile, dar se știu puține lucruri despre punctaj și clasamente.

## Program
Proba de paralele a avut loc în seara celei de-a cincea zile de probe, fiind mutată din ziua a patra, deoarece celelalte probe de gimnastică s-au prelungit prea mult pentru a se încheia programul complet.
| Dată                    | Dată                   | Oră   | Etapă  |
| Gregorian               | Iulian                 | Oră   | Etapă  |
| ----------------------- | ---------------------- | ----- | ------ |
| Vineri, 10 aprilie 1896 | Vineri, 28 martie 1896 | 10:00 | Finală |

## Rezultate
| Loc  | Sportiv              | Țară     |
| ---- | -------------------- | -------- |
| 1    | Alfred Flatow        | Germania |
| 2    | Louis Zutter         | Elveția  |
| 3–18 | Konrad Böcker        | Germania |
| 3–18 | Charles Champaud     | Bulgaria |
| 3–18 | Gustav Flatow        | Germania |
| 3–18 | Adolphe Grisel       | Franța   |
| 3–18 | Georg Hilmar         | Germania |
| 3–18 | Gyula Kakas          | Ungaria  |
| 3–18 | Filippos Karvelas    | Grecia   |
| 3–18 | Fritz Manteuffel     | Germania |
| 3–18 | Ioannis Mitropoulos  | Grecia   |
| 3–18 | Karl Neukirch        | Germania |
| 3–18 | Antonios Papaioannou | Grecia   |
| 3–18 | Richard Röstel       | Germania |
| 3–18 | Gustav Schuft        | Germania |
| 3–18 | Carl Schuhmann       | Germania |
| 3–18 | Desiderius Wein      | Ungaria  |
| 3–18 | Hermann Weingärtner  | Germania |